# Телегино (Ивановская область)
Телегино — деревня в Лежневском районе Ивановской области России, входит в состав Лежневского сельского поселения.

## География
Деревня расположена на берегу реки Вязьма в 7 км на северо-запад от райцентра посёлка Лежнево.

## История
В конце XIX века деревня являлась центром Телегинской волости Ковровского уезда Владимирской губернии. С начала XX века — в составе Лежневской волости. В 1859 году в деревне числилось 22 двора, в 1905 году — 42 двора.
С 1932 года село входило в состав Увальевского сельсовета Лежневского района, с 1954 года — центр Телегинского сельсовета, в 1963-85 годах — в составе Ивановского района, с 2005 года — в составе Лежневского сельского поселения.

## Население
| 1859 | 1905 |
| ---- | ---- |
| 153  | 262  |

| 1859 | 1905 | 2010 |
| ---- | ---- | ---- |
| 153  | ↗262 | ↘225 |